# خيمينا نافاريتي
خيمينا نافاريتي (بالإسبانية: Ximena Navarrete Rosete)‏, (وِلدت في 22 شباط، 1988) هي ملكة جمال مكسيكية وعارضة أزياء وممثلة حملت في عام 2010 لقب ملكة جمال الكون.
ظهرت في عام 2013 بِمسلسل العاصفة وحصلت على دور البطولة مارينا إلى جانب المُمّثل ويليام ليفي وإيفان سانشيز. زيادةً على أنها مثلت دور الأخت التوأم لِمارينا باسم مجدلينا.

## حياتها
ولدت وترعرعت نافاريتي في غوادالاخارا، عاصمة خاليسكو، المكسيك. وهي ابنة لأبوين الطبيب كارلوس نافاريتي وغابرييلا روزيت.
بدأت عرض الأزياء في سن السادسة عشرة، ودرست التغذية في جامعة دي فالي قبل أن تشارك بِمُسابقة ملكة جمال الكون في عام 2010 وربحت بِها وحملت هذا اللقب لِمُدة عام كامل.
وفي شهر مايو من عام 2011، سافرت نافاريتي إلى غوادالاخارا، المكسيك، مسقط رأسها، لزيادة الوعي عن الأطفال، وهي منظمة مقرها الولايات المتحدة مساعدة إنسانية أكثر من 12,000 الأطفال الفقراء هناك خلال فترة فوزها، سافرت إلى إسبانيا والمكسيك وإندنوسيا والصين وفرنسا والهند وروسيا وجمهورية الدومينيكان، وبورتوريكو وبنما وتايلاند والبرازيل وغواتيمالا وتشيلي وجزر البهاما، بالإضافة إلى العديد من الرحلات في مختلف أنحاء الولايات المتحدة.

## وصلات خارجية
- خيمينا نافاريتي على موقع IMDb (الإنجليزية)
- خيمينا نافاريتي على موقع قاعدة بيانات الفيلم (الإنجليزية)

- خيمينا نافاريتي على تويتر.
- خيمينا نافاريتي في قاعدة بيانات الأفلام على الإنترنت.